# オリヴァー・ストレイチー

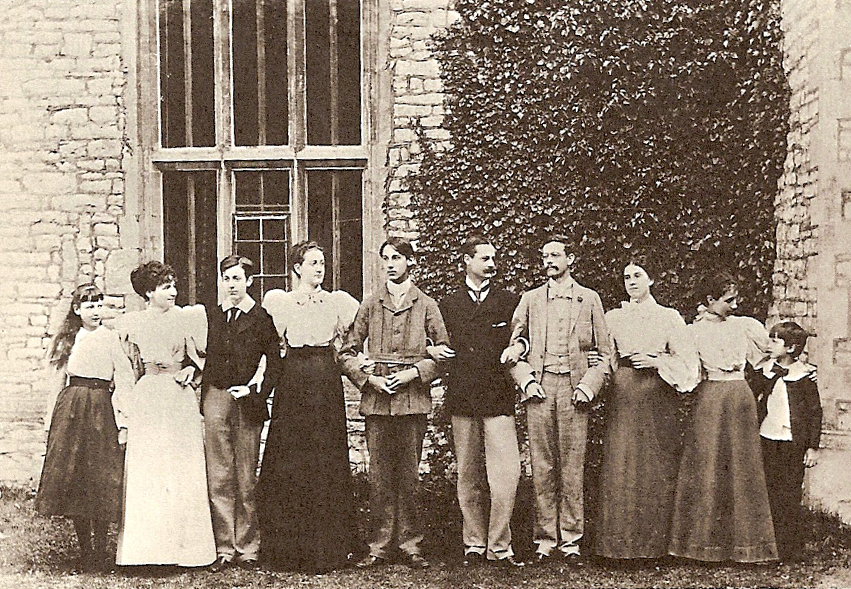
サー・リチャード・ストレイチーの夫人と子供たち。オリヴァーは、左から5人目。

オリヴァー・ストレイチー（Oliver Strachey、1874年11月3日 - 1960年5月14日）は、第一次世界大戦から第二次世界大戦にかけて外務省に所属する暗号研究者であったイギリスの官僚。

## 生涯と業績
オリヴァーの父はサー・リチャード・ストレイチーで軍人。兄リットン・ストレイチーは著名な伝記作家。
イートン・カレッジに学び、オックスフォード大学ベリオール・カレッジで一学期だけ（1893年のヒラリー学期）授業を受けた。『Who was Who』によれば、外務省に入ったストレイチーは、東インド鉄道 (the East Indian railway) 関係や歴史研究の業務に従事していたとされる。ストレイチーは、妻レイとともに、ボンベイの歴史上の一事件であったリチャード・ケイグウィン (Richard Keigwin) の反乱（1683年 - 1684年）についての本を執筆し、1916年に出版した。
ストレイチーは、最初の妻ルビー・ジュリア・メイヤー (Ruby Julia Mayer) との間に娘をひとりもうけたが、この結婚は離婚に終わった。1911年、ストレイチーはレイチェル・コン・コステロー（1887年 - 1940年）と再婚した。夫妻の間には1男1女、クリストファー (Christopher) とバーバラ (Barbara) が生まれた。クリストファー・ストレイチーは、後にコンピュータやプログラミング言語開発の先駆者のひとりとなった。
第一次世界大戦当時、ストレイチーはイギリス陸軍情報部MI1（後に政府暗号学校に統合）に所属していた。両大戦間期には、政府暗号学校所属であった。1934年、ストレイチーはヒュー・フォス (Hugh Foss) とともに、大日本帝国海軍の在外公館付き武官用暗号機の解読に成功した。
第二次世界大戦中、ストレイチーはブレッチリー・パークにいた。ストレイチーは、ドイツ側から寝返った情報員（Double-Cross System）のもとへアプヴェーアの通信網から流れる様々なメッセージを解読するISOSという部署の責任者を務め、1940年4月14日には暗号解読に初めて成功した。この部署は、当初はコードネームで「Pear」として知られていたが、やがて「ISOS」すなわち「非合法、ないし、情報活動（オリヴァー・ストレイチー）(Illicit or Intelligence Services (Oliver Strachey))」と称されるようになった。ストレイチーは、1942年はじめに、後任者のデニス・ペイジ (Denys Page) にISOSの責任者を引き継いだ。
1942年1月、ストレイチーはカナダのオタワへ赴き、イグザミネーション・ユニット（試験機関：the Examination Unit）の主任暗号研究者となり、7月までその地位にあった。この曖昧な名称の組織は、レッチリー・パークのカナダ版ともいうべき最高機密の暗号関係機関であった。このユニットにおけるストレイチーの前任者は、第一次世界大戦における米英の暗号解読についてセンセーショナルな暴露本『ブラック・チェンバー (The American Black Chamber)』を1931年に出版したことで悪名が高かったハーバート・オズボーン・ヤードリーであった。ワシントンからの圧力によってヤードリーの契約は更新されなかったのである。ストレイチーは、ヤードリーが市外に立ち去るまで、オタワに入ることを拒んだ。
ストレイチーは、フランスのヴィシー政権や日本の、高いレベルの外交暗号を解く鍵をイングランドからもたらし、以降、ワシントンとロンドンの間で緊密な協力関係が築かれた。ストレイチーは日本語を話すことも、読むことも出来なかったが、漢字やひらがなにローマ字も混じる複雑な日本語の暗号を解読する作業を支援した。既に67歳になっていたストレイチーは、「その最高の仕事を果たし終えた」のであった。
ストレイチーの趣味は、音楽と読書であった。ストレイチーは1943年に大英帝国勲章コマンダー (CBE) を受章した。